# Aston Villa Football Club 2000-2001
Questa voce raccoglie le informazioni riguardanti l'Aston Villa Football Club nelle competizioni ufficiali della stagione 2000-2001.

## Rosa
| N. |                        | Ruolo | Calciatore       |
| -- | ---------------------- | ----- | ---------------- |
| 1  | Inghilterra (bandiera) | P     | David James      |
| 2  | Galles (bandiera)      | D     | Mark Delaney     |
| 3  | Inghilterra (bandiera) | D     | Alan Wright      |
| 4  | Inghilterra (bandiera) | D     | Gareth Southgate |
| 6  | Paesi Bassi (bandiera) | C     | George Boateng   |
| 7  | Inghilterra (bandiera) | C     | Ian Taylor       |
| 8  | Colombia (bandiera)    | A     | Juan Pablo Ángel |
| 9  | Inghilterra (bandiera) | A     | Dion Dublin      |
| 10 | Inghilterra (bandiera) | C     | Paul Merson      |
| 11 | Irlanda (bandiera)     | D     | Steve Staunton   |
| 12 | Inghilterra (bandiera) | A     | Julian Joachim   |
| 13 | Inghilterra (bandiera) | P     | Neil Cutler      |
| 14 | Francia (bandiera)     | A     | David Ginola     |
| 15 | Inghilterra (bandiera) | C     | Gareth Barry     |

| N. |                        | Ruolo | Calciatore          |
| -- | ---------------------- | ----- | ------------------- |
| 16 | Turchia (bandiera)     | D     | Alpay Özalan        |
| 17 | Inghilterra (bandiera) | C     | Lee Hendrie         |
| 18 | Inghilterra (bandiera) | C     | Steve Stone         |
| 19 | Inghilterra (bandiera) | D     | Richard Walker      |
| 20 | Belgio (bandiera)      | D     | Luc Nilis           |
| 21 | Germania (bandiera)    | C     | Thomas Hitzlsperger |
| 22 | Inghilterra (bandiera) | A     | Darius Vassell      |
| 23 | Italia (bandiera)      | D     | Alessandro Picciolo |
| 24 | Inghilterra (bandiera) | A     | John McGrath        |
| 27 | Inghilterra (bandiera) | C     | Michael Standing    |
| 29 | Inghilterra (bandiera) | D     | Stephen Cooke       |
| 30 | Inghilterra (bandiera) | C     | Jon Bewers          |
| 31 | Inghilterra (bandiera) | D     | Jlloyd Samuel       |
| 39 | Finlandia (bandiera)   | P     | Peter Enckelman     |